# Grudo
Grudo is een bestuurslaag in het regentschap Ngawi van de provincie Oost-Java, Indonesië. Grudo telt 6810 inwoners (volkstelling 2010).